# Monti di Strážov
I Monti di Strážov (in slovacco Strážovské vrchy) sono un massiccio montuoso della Slovacchia. Fanno parte dei Carpazi.

## Classificazione
I Monti di Strážov hanno la seguente classificazione:
- catena montuosa = Carpazi
- provincia geologica = Carpazi Occidentali
- sottoprovincia = Carpazi Occidentali Interni
- area = Area Fatra-Tatra
- gruppo = Monti Strážov.